# 太平花
太平花(Philadelphus pekinensis)是山茱萸目绣球花科山梅花属的一种植物。

## 形态
落叶灌木，喜光而耐寒，高2～3米。卵形的叶子对生，缘疏生锯齿，基出3～5大脉，两面无毛。夏季开乳白色花，5～9朵成总状花序；微有芳香；暗黄绿色花萼。陀螺形的蒴果，顶端有宿萼，果期8～10月。

## 分布
原产于中国华北地区，朝鲜半岛亦产。